# Erster Mongoleneinfall in Polen
Erster Einfall 1240–41

Sandomierz (1) – Tursko – Chmielnik – Tarczek – Kraków (1) – Ratibor – Oppeln – Liegnitz
Zweiter Einfall 1259–60

Sandomierz (2) – Kraków (2)
Dritter Einfall 1287–88

Łagów – Dunajec – Stary Sącz
Der Erste Mongoleneinfall in Polen fand 1241 statt, als die mongolischen Reiter der Goldenen Horde in Polen einfielen und das Land verwüsteten.

## Hintergrund
Die Mongolen siegten in der Schlacht an der Kalka und zerstörten später die Kiewer Rus. Batu Khan, Sohn des Dschötschi, eines Sohnes Dschingis Khans, fiel erneut in Osteuropa ein und gründete dort um 1240 die Goldene Horde. Polen war ab 1138 in mehrere Herzogtümer geteilt, wobei der Herzog von Krakau als Seniorherzog den anderen Herzögen vorstand. Den Schlesischen Heinrichen gelang es im frühen 13. Jahrhundert die Vorherrschaft in Polen zu erlangen.  Heinrich der Bärtige schlug Ladislaus von Großpolen und Konrad von Masowien und stieg 1231 zum Seniorherzog von Polen auf. Ab 1238 war sein Sohn Heinrich der Fromme von Schlesien Seniorherzog in Krakau. Gleichwohl war seine Herrschaft nicht unumstritten, die anderen Teilherzöge warteten auf eine Gelegenheit, ihn zu stürzen.

## Ablauf
Zwei Armeen sollten aus der heutigen Ukraine kommend in Ungarn und Polen einfallen. Die Hauptstreitmacht der Mongolen fiel in Ungarn ein, ein kleineres Kontingent unter Baidar Khan griff Polen an. Hauptziel des Angriffs war Ungarn. Der Einfall in Polen diente dazu, polnische und böhmische Kräfte zu binden, so dass sie den Ungarn nicht zur Hilfe kommen konnten.
Im Januar 1241 ließ ein Vorposten der Mongolen über Lublin nach Zawichost vor, ein zweiter über Brest nach Drahitschyn. Im Februar erreichte ein weiterer Vorposten Nawahrudak, während die Hauptstreitmacht erneut über Lublin und Zawichost bis nach Sandomierz vorstieß, das am 13. Februar 1241 eingenommen werden konnte. Die Stadt wurde vollkommen zerstört und die Bewohner getötet. Gleichzeitig führte der Feldzug über Koprzywnica, Wiślica und Skalbmierz und hinterließ eine Schneise der Verwüstung. Der Woiwode von Krakau Włodzimierz Kopytko konzentrierte die Ritterschaft Kleinpolens bei Miechów und trat den Mongolen entgegen. Er fiel in der Schlacht bei Tursko. Die Mongolen wendeten sich dann nach Norden Richtung Masowien und traten bei Sieciechów auf das andere Weichselufer, um sich wendig später wieder bei Sandomierz zu konzentrieren.
Anfang März erfolgte von Sandomierz erneut ein Vorstoß von zwei Reiterheeren. Ein kleineres Heer ritt zunächst nach Nordwesten um das Land Łęczyca, das Land Sieradz und Kujawien zu plündern, die Hauptstreitmacht ritt direkt nach Südwesten Richtung Krakau. Im Heiligkreuzgebirge traf sie auf ein kleinpolnisches Ritterheer, das von den Woiwoden von Krakau und Sandomierz sowie den Kastellanen von Krakau und Sandomierz angeführt wurde. In der Schlacht bei Chmielnik und der Schlacht bei Tarczek waren die Mongolen siegreich, ihr Vormarsch wurde jedoch verzögert und die Verteidigung von Krakau konnte vorbereitet werden. So wurden zwar viele Stadtteile von Krakau geplündert und niedergebrannt, Okół und die Burg Wawel hielten den Mongolen jedoch stand. Diese rückten am 1. April 1241 von Krakau über Olkusz und Beuthen Richtung Breslau ab.
In der Schlacht bei Ratibor konnte Mieszko der Fette eine Vorhut der Mongolen schlagen. Die Mongolen ließen von Ratibor ab und belagerten Oppeln. In der Schlacht bei Oppeln schlugen die Mongolen das Ritterheer von Wladislaus von Oppeln und Boleslaus dem Schamhaften und zogen weiter nach Breslau. Die Breslauer Bürger brannten ihre Stadt selbst ab und zogen sich auf die Herzogsburg auf der Dominsel zurück. Den Mongolen gelang es nicht, diese zu erobern und sie zogen weiter nach Liegnitz, um einer Verbindung der Heere von Heinrich dem Frommen und Wenzel von Böhmen zuvorzukommen. Kurz vor Liegnitz vereinigte sich die mongolische Hauptstreitmacht am 8. April 1241 mit der nördlichen reitenden Vorhut, die über Radom, Opoczno und Inowłódz ritt. Am Tag darauf kam es zur Schlacht bei Liegnitz, in der das christliche Heer unterlag und Heinrich der Fromme den Tod fand. Auf die Kunde von der Niederlage zog sich der erst in den Sudeten sich befindende Wenzel ins Tal bei Glatz zurück. Eine Vorhut der Mongolen erreichte noch die Lausitz, kehrte jedoch wieder nach Osten um und das mongolische Hauptheer zog sich über Mähren nach Südosten zurück, von wo es nach Ungarn ritt, um im dortigen Kampf die Mongolen zu unterstützen.
Knapp zwanzig Jahre später erfolgte der nächste Mongoleneinfall, auf den jedoch die polnischen Herzöge besser vorbereitet waren.

## Folgen
Anders als die Kiewer Rus, geriet Polen nicht in die Abhängigkeit von der Goldenen Horde. Die Verwüstungen waren jedoch immens und ganze Landstriche waren entvölkert und Städte zerstört. Tausende Menschen wurden zudem von den Mongolen verschleppt. Schätzungen gehen davon aus, dass der Bevölkerungsverlust des Ersten Mongoleneinfalls in Polen mehrere Zehntausend Menschen betrug. Die polnischen Herzöge versuchten diese Bevölkerungsverlust durch ein gezieltes Anwerben von Siedlern aus dem deutschsprachigen Raum auszugleichen, und die Deutsche Ostsiedlung erreichte um die Mitte des 13. Jahrhunderts ihren Höhepunkt. Zahlreiche Städte wurden (erneut) nach deutschem Stadtrecht gegründet, so Krakau im Jahre 1257 oder Breslau im Jahre 1261, und Dörfer nach deutschem Recht angelegt. Dagegen beendete der Erste Mongoleneinfall die Vormachtstellung der Schlesischen Heinriche in Polen. Konrad von Masowien erreichte bald nach dem Einfall die Würde des Seniorherzogs und Primislaus sowie Boleslaus der Fromme erstarkten wieder in Großpolen. Schlesien dagegen zerfiel in viele kleine Herzogtümer, die zunächst keine wichtige Rolle in der polnischen Politik spielen konnten. Auch wurde der von Schlesischen Heinrichen vorangetriebene Einigungsprozess Polens für über ein halbes Jahrhundert aufgehalten.